# Бевент (Вісконсин)
Бевент (англ. Bevent) — місто (англ. town) в США, в окрузі Марафон штату Вісконсин. Населення — 1049 осіб (2020).

## Демографія
Згідно з переписом 2010 року, у місті мешкало 1118 осіб у 454 домогосподарствах у складі 337 родин. Було 537 помешкань
Расовий склад населення:
| - 98,7 % — білих - 0,1 % — корінних американців - 0,1 % — чорних або афроамериканців |

До двох чи більше рас належало 0,7 %. Частка іспаномовних становила 1,1 % від усіх жителів.
За віковим діапазоном населення розподілялося таким чином: 20,5 % — особи молодші 18 років, 62,8 % — особи у віці 18—64 років, 16,7 % — особи у віці 65 років та старші. Медіана віку мешканця становила 43,5 року. На 100 осіб жіночої статі у місті припадало 107,0 чоловіків;  на 100 жінок у віці від 18 років та старших — 107,7 чоловіків також старших 18 років.
Середній дохід на одне домашнє господарство  становив 60 546 доларів США (медіана — 47 500), а середній дохід на одну сім'ю — 66 896 доларів (медіана — 59 013). Медіана доходів становила 43 542 долари для чоловіків та 36 023 долари для жінок. За межею бідності перебувало 9,8 % осіб, у тому числі 14,9 % дітей у віці до 18 років та 8,3 % осіб у віці 65 років та старших.
Цивільне працевлаштоване населення становило 549 осіб. Основні галузі зайнятості: освіта, охорона здоров'я та соціальна допомога — 19,1 %, виробництво — 16,2 %, фінанси, страхування та нерухомість — 11,8 %, транспорт — 11,3 %.